# Cisza (serial telewizyjny)
Cisza (ang. The Silence, 2010) – czteroodcinkowy brytyjski serial kryminalny nadawany przez stację BBC One w dniach od 12 do 15 lipca 2010 roku. W Polsce jest nadawany od 4 maja 2011 roku na kanale BBC Entertainment.

## Opis fabuły
Amelia Edwards (Genevieve Barr), głuchoniema osiemnastolatka ma od niedawna implant, umożliwiający słyszenie, ale trudno jej odnaleźć się w świecie dźwięków. Postanawia wyrwać się spod skrzydeł nadopiekuńczych rodziców i przeprowadzić do swoich krewnych: wuja Jima (Douglas Henshall), detektywa wydziału zabójstw, oraz ciotki Maggie (Dervla Kirwan). Gdy przypadkiem zostaje świadkiem brutalnego morderstwa policjantki, jej życiu grozi niebezpieczeństwo, a śledztwo, które prowadzi Jim, odkrywa aferę korupcyjną w szeregach policji.

## Obsada
- Genevieve Barr jako Amelia Edwards
- Gina McKee jako Anne
- Hugh Bonneville jako Chris
- Douglas Henshall jako Jim Edwards
- Dervla Kirwan jako Maggie Edwards
- Harry Ferrier jako Tom Edwards
- Tom Kane jako Joel Edwards
- Rebecca Oldfield jako Sophie Edwards

i inni